# ادريس بن بيدكين التركماني
إدْرِيس بن بَيْدَكِينَ بن عبد الله التُركُمَاني (كان حيا سنة 710 هـ) هو عالم حنفي. وهو من تلاميذ أبو العباس ابن تيمية الحنبلي.
له:
- كتاب اللمع في الحوادث والبدع - نشرت علم 1434 هـ مراجعة وتقديم عبد الحق التركماني. كما طبع ايضا بتحقيق صبحى لبيب 1416 هـ.
- الحجة والبرهان على فتيان هذا الزمان - وهي رسالة في الفتوة.[2]